# Johannes Gerckens Bassøe
Johannes Gerckens Bassøe (Råde, 23 aprile 1878 – Vestfold, 30 luglio 1962) è stato un avvocato e politico norvegese.
È noto per essere stato il primo Governatore delle Svalbard, assumendo l'incarico nell'ottobre del 1925, sebbene da agosto vi fosse in carica un governatore "facente funzioni". Bassøe successivamente divenne governatore delle contee norvegesi di Troms e Vestfold.

## Biografia
Bassøe nacque a Råde, laureandosi in seguito in giurisprudenza nel 1901 all'Università di Oslo. Per un breve tempo esercitò la professione di avvocato a Stavanger, Ålesund, Tromsø e Gjøvik per poi essere assunto come segretario del Ministero del Commercio, della Navigazione e dell'Industria nel 1905. Nel 1913, con la ristrutturazione del ministero presso il quale lavorava, Bassøe passò al Ministero degli Affari Esteri norvegesi. Promosso assistente segretario nel 1914, lasciò la sua posizione nel 1916 quando il Ministero del Commercio venne ricreato.
Il 4 settembre 1925 venne nominato primo Governatore delle Svalbard, mantenendo tale incarico sino al 1933. L'assistente segretario Edvard Lassen era stato "governatore facente funzioni" dall'agosto del 1925, quando ebbe luogo la cerimonia di presa di incarico di governatore delle Svalbard da parte del nuovo funzionario. Quando Bassøe giunse alle Svalbard nell'ottobre del 1925, l'amministrazione norvegese nell'arcipelago venne notevolmente a svilupparsi. Bassøe non disponeva né di un proprio ufficio, né di una abitazione privata. Trascorse l'inverno in una stazione radio a Barentsburg che apparteneva alla Televerket. Il Sovrintendente Minerario delle Svalbard, Hans Merckoll, trascorreva abitualmente gli inverni in Norvegia, lasciando Bassøe quale unico rappresentante del governo norvegese in loco.
Dal 1928 al 1938, Bassøe fu inoltre governatore della contea di Tromse e dal 1938 in poi lo fu anche per la contea di Vestfold, sulla terraferma norvegese dove dovette trasferirsi, motivo per cui nelle Svalbard venne rappresentato da Erik Håvie-Thoresen. Durante gli anni dell'Occupazione nazista della Norvegia, dal 1940 al 1945, Bassøe divenne un personaggio inviso ai tedeschi e venne pertanto rimpiazzato da Halvor P. Hektoen nel 1942, e poi dopo due anni da Christopher A. Lange. A seguito della liberazione della Norvegia l'8 maggio del 1945, Bassøe venne reinstallato nella propria posizione. Si ritirò in pensione nel 1948, morendo nel 1962.